# 間ノ岳 (北アルプス)
間ノ岳（あいのだけ）は、北アルプス穂高連峰の西穂高岳と奥穂高岳の間にある小ピークである。標高は 2,907 m。
西穂高岳と奥穂高岳をつなぐ縦走路は一般登山道としては日本でもっとも危険な難路といわれ、間ノ岳はこの縦走路上にある。

## 周辺の山
- 奥穂高岳
- ジャンダルム
- 西穂高岳

## 周辺にある小屋
- 西穂山荘
- 穂高岳山荘
- 岳沢小屋